# Luca Giordano
Luca Giordano (18. října 1632, Neapol – 3. ledna 1705, Neapol) byl italský malíř, jeden z nejvýznamnějších dekorativních malířů baroka, tedy 17. století. Pro jeho schopnost rychle malovat (pravděpodobně jej k tomu nutil otec) se mu přezdívalo Luca Fà Presto.

## Život
Luca Giordano byl synem malíře Antonia Giordana. Nejprve se učil u Jusepe de Ribery, později se stal (možná) žákem Pietra da Cortony. Ovlivnil ho též ornamentální styl Paola Veroneseho. Pro jeho schopnost rychle malovat (pravděpodobně jej k tomu nutil otec) se mu přezdívalo Luca Fà Presto.
Luca Giordano je považován za prvního barokního virtuóza 18. století. Přezdívku fa presto mu vynesla jeho schopnost rychlé malby. Jeho dílo je odhadováno na 5000 obrazů. Jeho rané práce připomínají styl malíře Jusepe de Ribery, pozdější díla jsou ovlivněna Rubensem, van Dyckem a také Cortonou. Počátkem padesátých let se Giordano seznámil s dílem Tiziánovým a Veronesovým. V Neapoli v roce 1654 získal zakázku na dvě olejomalby pro chór kostela San Pietro ad Aram. Namaloval zde obrazy Růžencová Madona (Neapol, Galleria Nazionale), Extáze sv. Alexia (Arco, Chiesa del Purgatorio), Tarquinius a Lukrécie (Neapol, Galleria Nazionale). Roku 1667 odcestoval do Benátek. V Benátkách vytvořil obraz Nanebevzetí Panny Marie pro kostel Santa Maria della Salute. Pro Monte Casino pak velký benediktinský cyklus, bohužel ten byl zničen v roce 1943 za druhé světové války. Druhý benediktinský cyklus stvořil pro San Gregorio Armeno v Neapoli. Mezi lety 1679 a 1682 pracoval střídavě na výzdobě stropu galerie Palazzo Medici-Riccardi ve Florencii. Roku 1692 dostal pozvání na dvůr španělského krále Karla II.. Na španělském dvoře zůstal Giordano do roku 1702. Dostal zde zakázku na vytvoření fresky v kostele San Lorenzo v El Escorialu. Pro zámek Buen Retiro v Madridu namaloval biblické výjevy. Do Neapole se Giordano vrátil roku 1702. Cestoval přes Janov, Florencii, Řím. Mezi jeho poslední práce patří freska v kupoli kostela Tesoro Certosa di San Martino. 

## Dílo
K jeho nejvýznamnějším obrazům patří Filosof Cratetes, Klanění pastýřů, Kovárna Vulkánů, Kýnický filosof, Pád vzdorných andělů, Šalamounův sen, Smrt Seneky, Sňatek Panny, Archanděl Michael svrhává padlé anděly do propasti, Ukřižování Sv. Petra či Únos Európy.

## Galerie

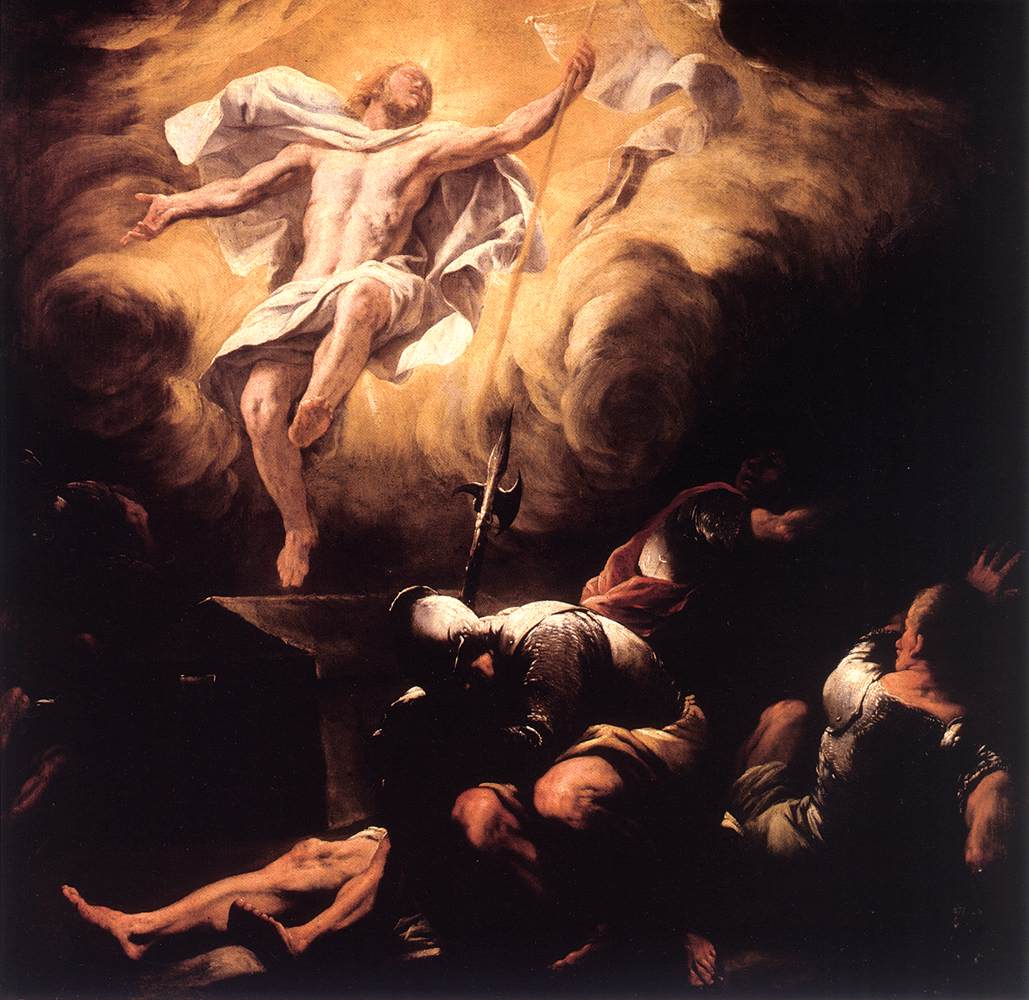
Vzkříšení
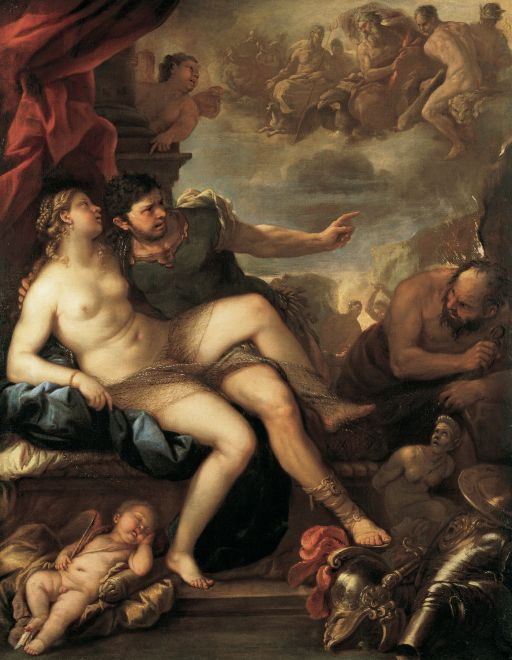
Venuše a Mars
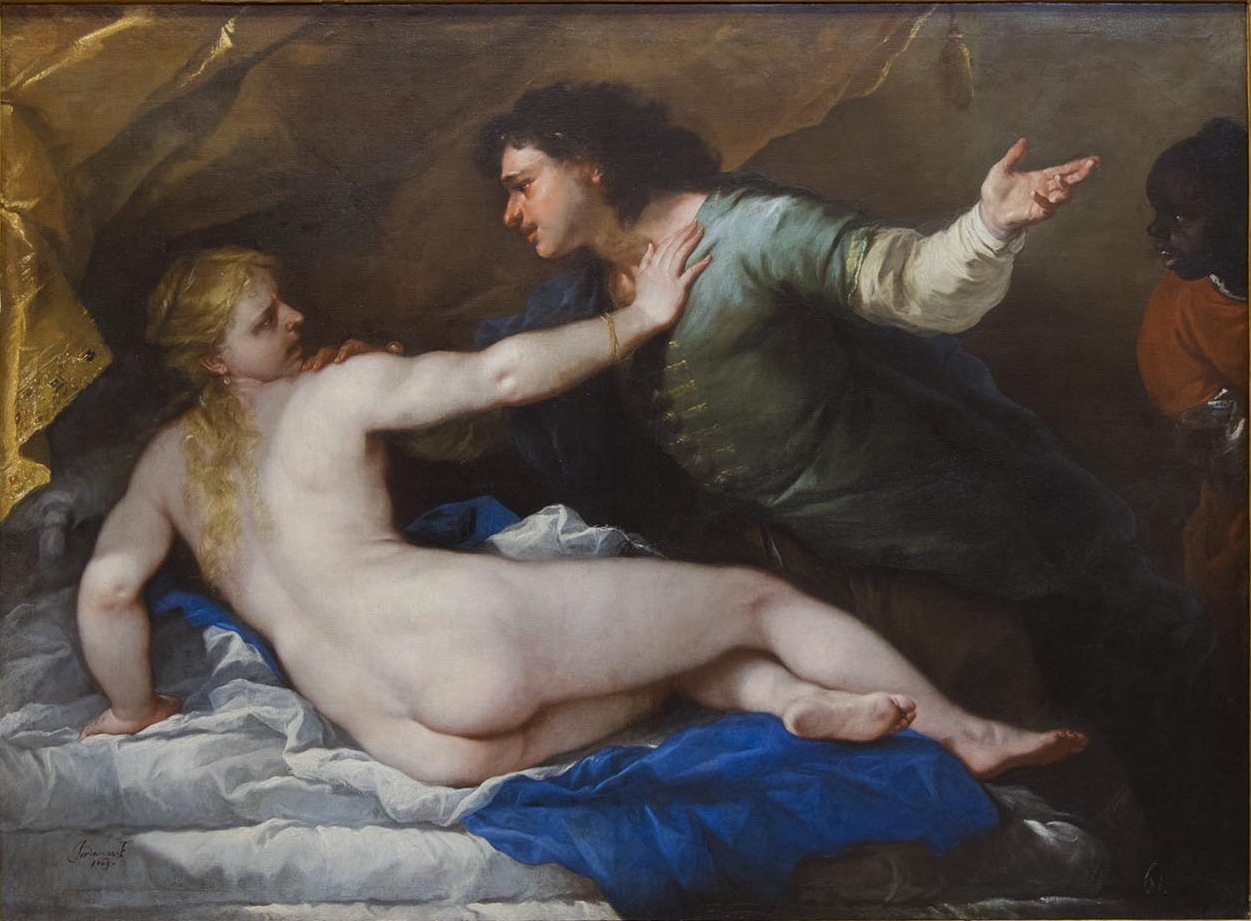
Znásilnění Lucretie
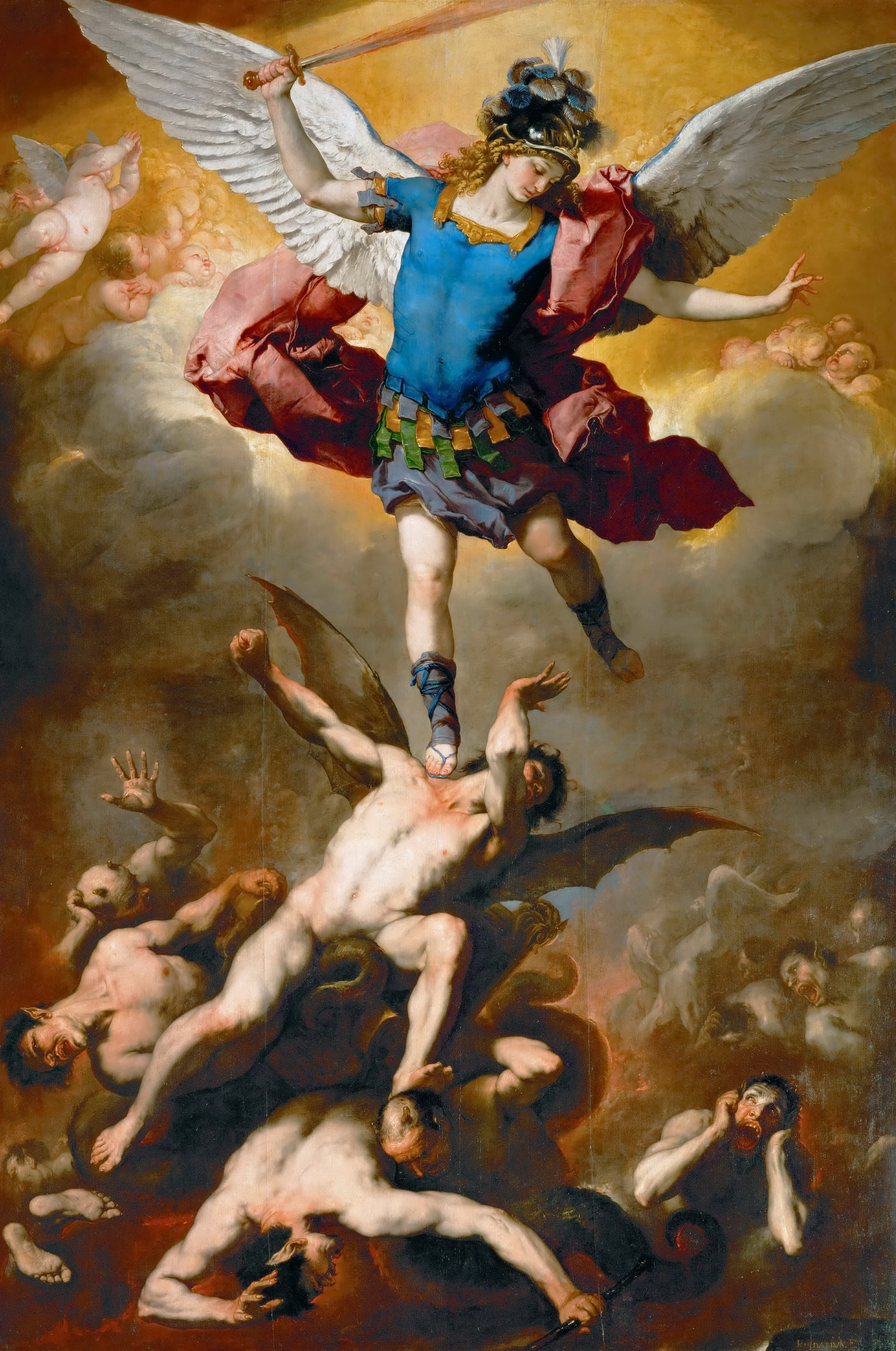
Archanděl Michael svrhává padlé anděly do propasti, 1666, olej na plátně, 419 cm x 283 cm

Archanděl Michael svrhává padlé anděly do propasti - tématem tohoto obrazu je výjev svržení padlých andělů. Obraz klade důraz na protireformační boj církve, která na příkladu archanděla Michaela vyzdvihuje svůj boj proti všem formám hereze. Michael je vyobrazen jako vítěz nad temnotou. Na pozadí zlatavého světla archanděl Michael lehkým, takřka tanečním krokem stoupá Luciferovi na hruď a s jeho služebníky jej zašlapává do tmy. Klidný výraz Michaelovy tváře a pozvednutý meč dokazuje, že pouhé jeho zjevení zahání pekelníky do věčného zatracení.